# Turija (Konjic, BiH)
Turija je naseljeno mjesto u općini Konjic, Federacija Bosne i Hercegovine, BiH.
Nalazi se južno od grada Konjica.

## Stanovništvo

### 1991.
Nacionalni sastav stanovništva 1991. godine, bio je sljedeći:
ukupno: 385
- Hrvati – 381
- Jugoslaveni – 1
- ostali, neopredijeljeni i nepoznato – 3

### 2013.
Nacionalni sastav stanovništva 2013. godine, bio je sljedeći:
ukupno: 34
- Hrvati – 33
- Bošnjaci – 1

## Vanjske poveznice
- Satelitska snimka  Arhivirana inačica izvorne stranice od 8. kolovoza 2020. (Wayback Machine)